# Между Дувром и Кале
«Между Ду́вром и Кале́» (фр. Entre Calais et Douvres) — французский немой короткометражный фильм, поставленный Жоржем Мельесом и снятый в 1897 году.
Фильм значится в каталоге Star Film Company под номером 112.
Фильм считался утраченным, пока в 2008 году не вышел на DVD.

## Сюжет
Пароход, пересекающий пролив Ла-Манш, попадает в сильную качку, что доставляет немалый дискомфорт членам экипажа и пассажирам и вызывает комический эффект.

## Герои
- Капитан (выше всех героев)
- Случайные люди, ушедшие с палубы
- Детектив за столиком (справа)
- Мужчина с длинной бородой
- Офицер (принёс поднос детективу)
- Муж и жена (слева)